# يو هيون
يو هيون (هانغل: 유현) هو لاعب كرة قدم كوري جنوبي في مركز حراسة المرمى، ولد في 1 أغسطس 1984 في Jangheung County ‏ في كوريا الجنوبية. لعب مع إنتشون يونايتد ونادي سول.

## وصلات خارجية
- يو هيون على موقع رابطة كرة القدم اليابانية للمحترفين (اليابانية)
- يو هيون على موقع دوري كوريا الجنوبية (الإنجليزية)
- يو هيون على موقع قاعدة بيانات كرة القدم.إي يو (الإنجليزية)